# Bagrationidynastin
För den militära operationen, se Operation Bagration

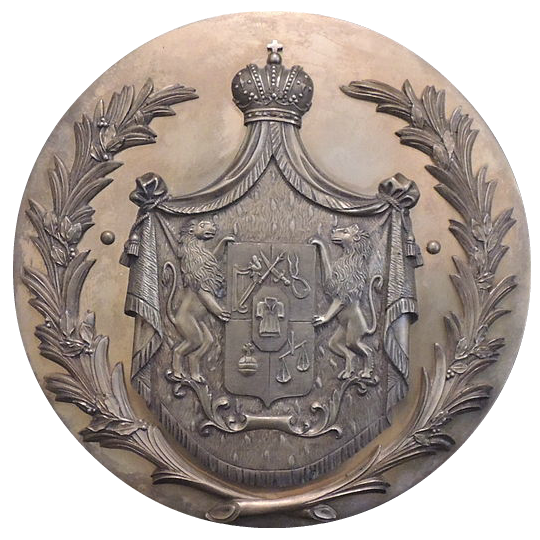
Bagrations vapen

Bagrationi (georgiska: ბაგრატიონი; bagrationi) är en gammal kunglig dynasti i Georgien.
Konungar av bagratidernas ätt regerade i Georgien åtminstone från år 787. Den georgiska familjen räknas traditionellt från 500-talet. Genom flera sidolinjer fortlevde där den bagratidiska dynastin ända till 1801, då Georg XIII avstod sitt land till Ryssland. Från dessa härstammar den ryska furstesläkten Bagration. En välkänd medlem av denna ätt är den ryske generalen Peter Bagration.